# 圣文生堂 (卡尔卡松)

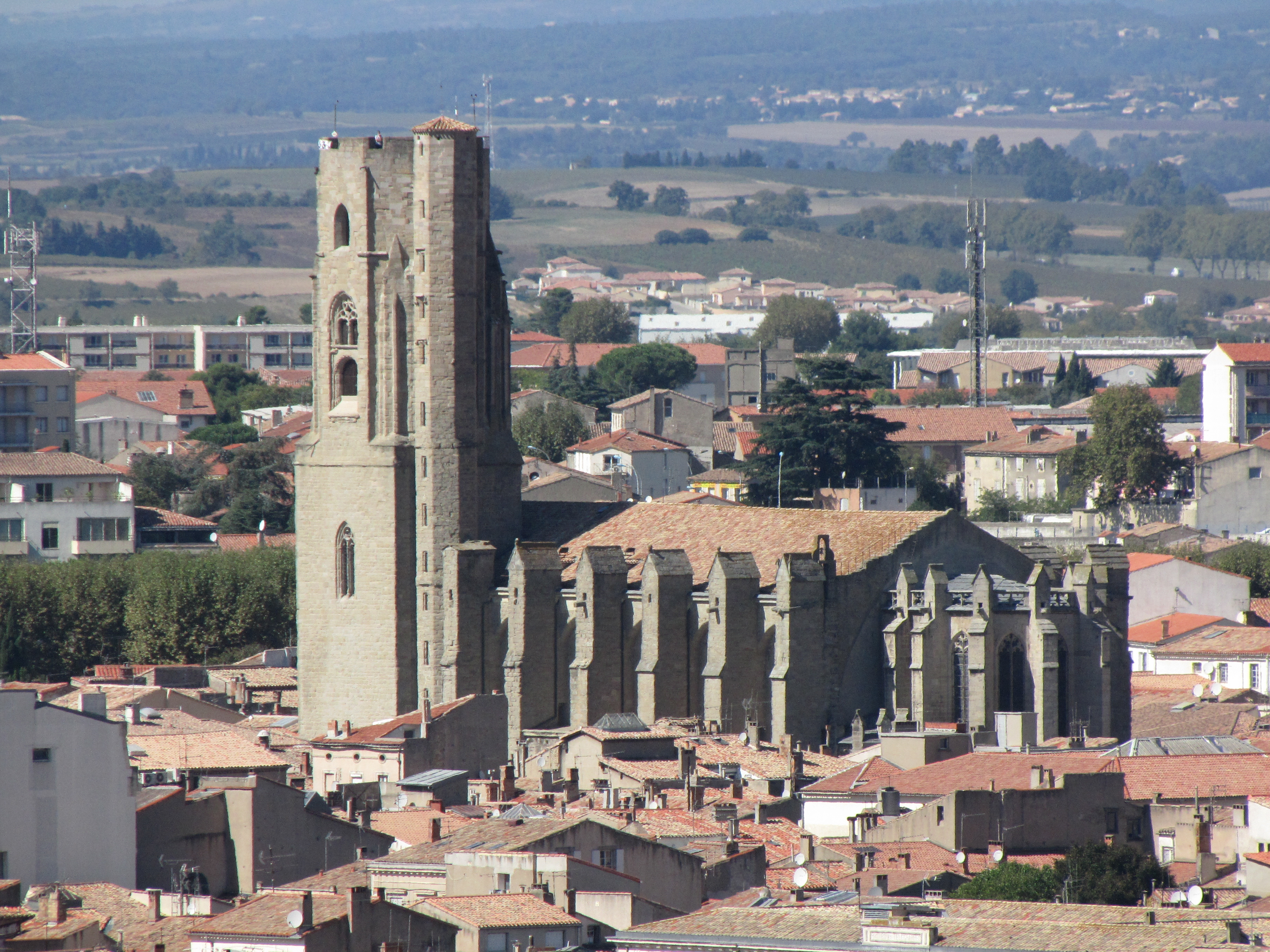

圣文生堂（Église Saint-Vincent de Carcassonne），是一座罗马天主教教堂，位于法国奥克西塔尼大区奥德省卡尔卡松，是一座南方哥特式风格的建筑。。

## 历史
1247年以前，卡尔卡松包括城堡和周围的两个村庄：北面的圣文生，和南面的圣弥额尔。1240年，雷蒙德二世夺回这座城市后进行报复，将其全部拆除。七年后，路易九世下令在河的左岸建造一个新的村庄，分为两个堂区：南面的圣弥额尔堂区，和北面的圣文生堂区。新的圣文生堂很快不敷使用。1308年，国王腓力四世批准扩建教堂。与通常不同的是，工程从西侧开始，13世纪20年代完成门廊和中殿，唱诗班直到14世纪末才完成。
钟楼在十六世纪被用作了望塔，在宗教战争中被大炮击中，后修复。1794年，法国大革命中，教堂改为铸炮厂。应人民的要求，该堂于1795年8月26日恢复礼拜。直到1871年，这座建筑才得以修复。